# Colaboración

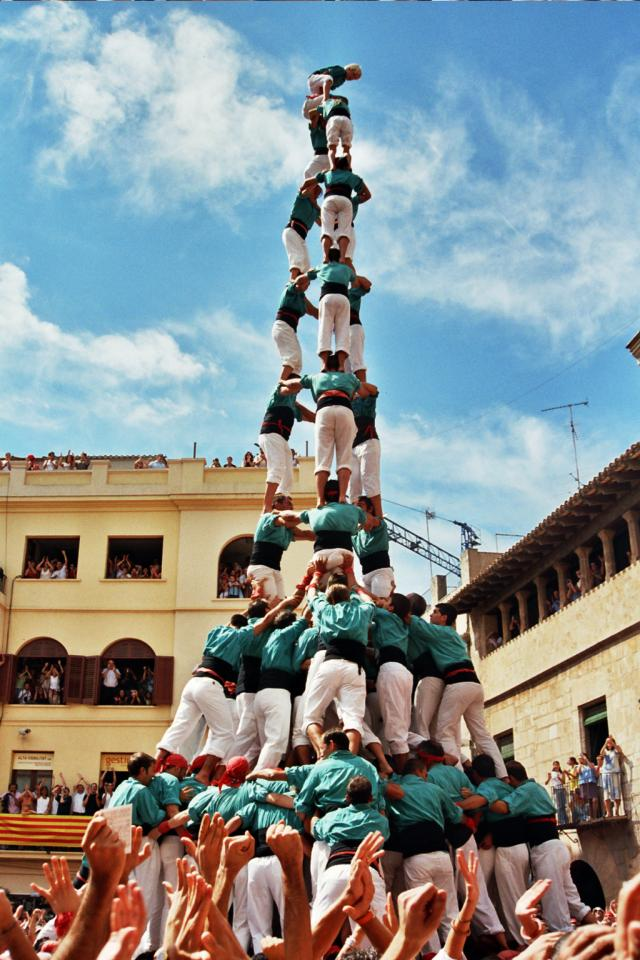
Catalanes colaborando entre sí, en busca de lograr un objetivo compartido.

La colaboración es el proceso de dos o más personas u organizaciones que trabajan juntas para completar una tarea o alcanzar una meta. La colaboración es similar a la cooperación. La mayor parte de la colaboración requiere liderazgo, aunque la forma de liderazgo puede ser social dentro de un grupo descentralizado e igualitario. Los equipos que trabajan en colaboración a menudo acceden a mayores recursos, reconocimiento y recompensas cuando se enfrentan a la competencia por recursos finitos.

## Definición

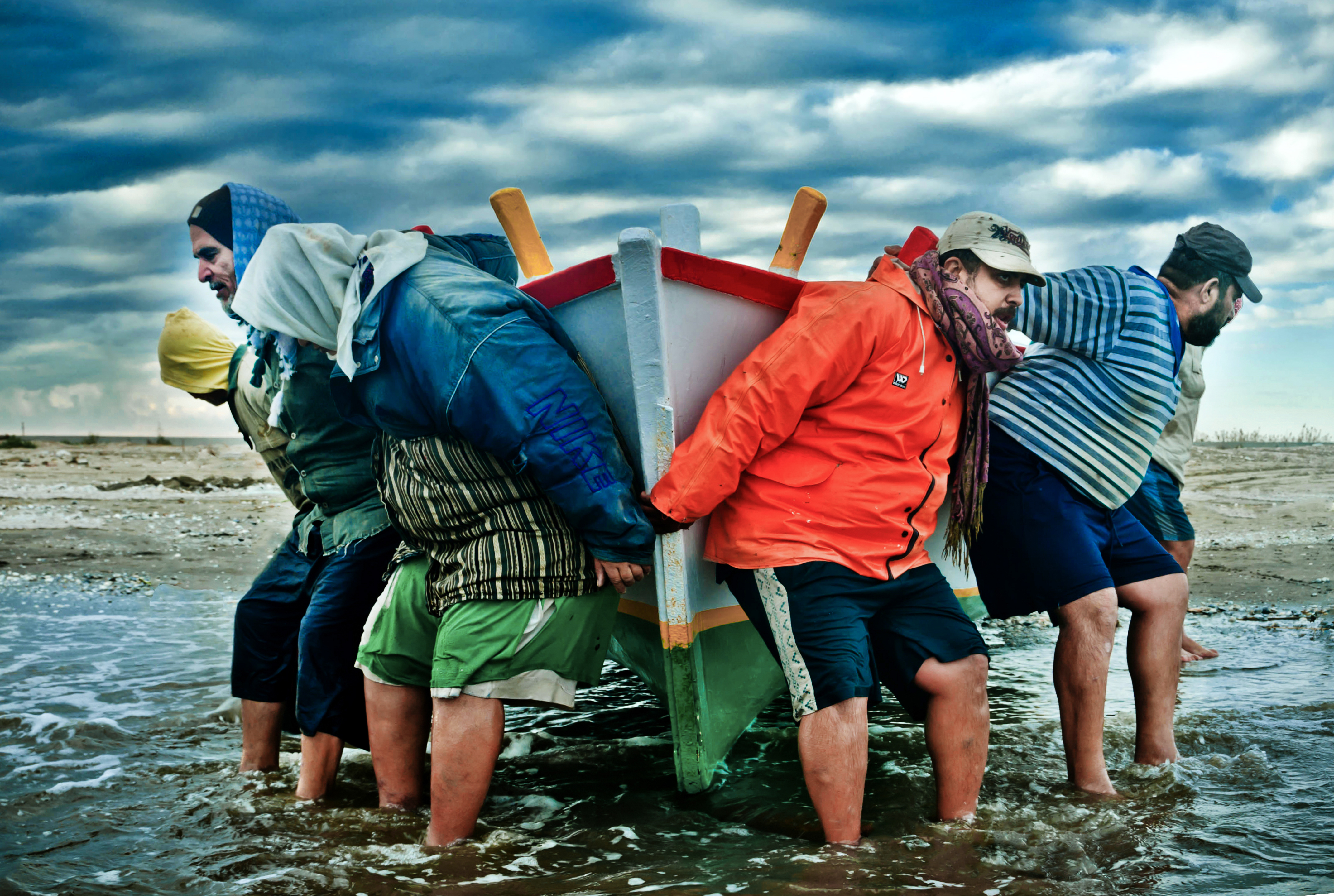
Pescadores de Egipto colaborando.

Según la Real Academia Española (RAE), la palabra 'Colaboración' tiene dos significados: «Acción y efecto de colaborar» y «Texto escrito por alguien que colabora con un periódico o en una revista».
Es un aspecto intrínseco de la sociedad humana, y particularmente se aplica a diversos contextos, como la ciencia, el arte, la educación y los negocios; siempre relacionado con términos similares, como la cooperación y la coordinación.
El aprendizaje colaborativo es uno de los componentes esenciales de la pedagogía progresista.
En la industria editorial, especialmente en periodismo, una colaboración es la publicación en un periódico o revista de un artículo, una historieta, una fotografía de prensa, etc., firmado o no, por un colaborador (un autor que, aunque publique habitualmente o esporádicamente en ese medio, no pertenece orgánicamente a su plantilla).
En arte, pero especialmente en la industria musical y la industria cinematográfica, una "colaboración" es cada una de las contribuciones a las obras de arte que tienen más de un autor. Por la primacía de la industria estadounidense en ambos ámbitos es común encontrar el término featuring en este sentido, que proviene del verbo feature, y puede abreviarse como feat. o ft., aunque también lo podemos encontrar con el sentido de padrinazgo: Un artista famoso que invita (y al mismo tiempo presenta) a uno más joven que se da a conocer.
En tecnología, el término "colaboración" se utiliza en el sentido de incrementar la productividad y el trabajo en equipo utilizando tecnologías de información.

## Colaboración virtual

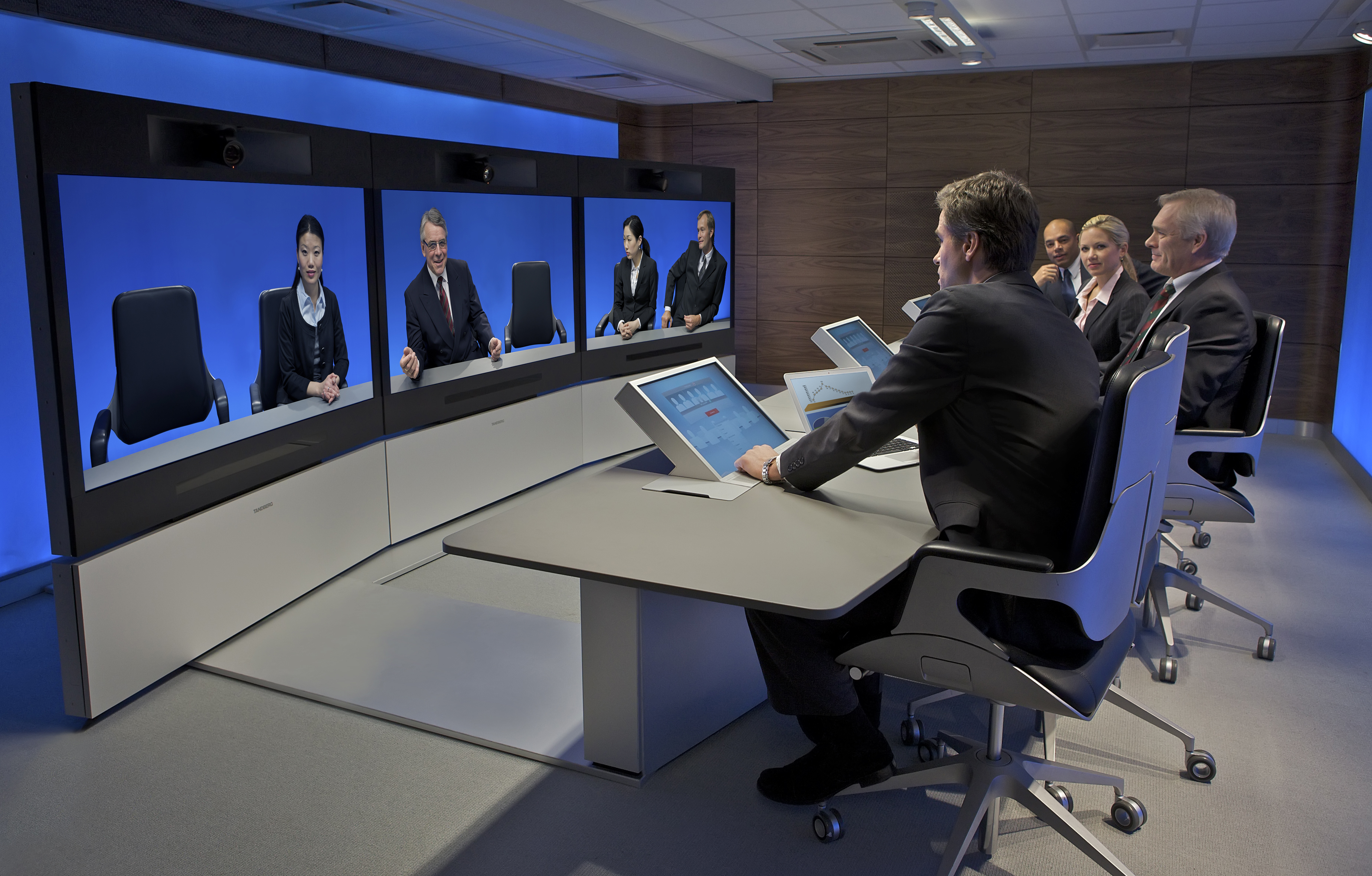
Videoconferencia en proceso (2008).

Según el diccionario IGI Global, la colaboración virtual es la forma en cual personas que están separadas pueden colaborar en un solo proyecto, en vez de tener que estar físicamente en el mismo lugar. Igual se toma en cuenta que la tecnología es una base muy importante y que sin esto la colaboración virtual no existiría.
Una transformación que impacta en los espacios de trabajo, en el uso de herramientas digitales y en la forma de gestionar las relaciones profesionales, y que trasciende también en los valores y la ética de las compañías. El tiempo que pasamos colaborando ha aumentado vertiginosamente en las dos últimas décadas. Pasamos más de dos terceras partes de nuestro tiempo en el trabajo haciendo reuniones, llamadas y respondiendo correos electrónicos. No obstante, muchos lugares de trabajo “modernos” no cuentan todavía con herramientas que permitan una colaboración eficiente, eficaz y agradable, algo que influye enormemente en el desempeño de los empleados y en los resultados de toda la organización.
La falta de flexibilidad y un ambiente laboral que no fomenta el trabajo en equipo, son dos de los motivos más comunes por los que las personas abandonan sus empleos. Por eso, la colaboración entre los empleados en el mundo digital es un aspecto clave para la retención del talento. Esta nueva generación de empleados solo demanda algo a lo que ya está acostumbrada: libertad y la posibilidad de acceder desde cualquier dispositivo y en cualquier momento. Por eso, las empresas han comenzado a flexibilizar los horarios y los espacios de trabajo, así como las plataformas de comunicación con el objetivo de conseguir una fuerza de trabajo conectada y digital.
La colaboración virtual como herramienta escolar
El trabajo colaborativo es otro de los aspectos que los docentes buscan promover de manera recurrente en los diferentes ambientes virtuales para probar que las personas pueden trabajar entre ellas a distancia, sin tener que encontrarse físicamente, y crear productos concretos e interesantes siempre y cuando se les den las pautas o instrucciones mínimas de realización.
Esta situación supone, al igual que en los foros, que los alumnos cooperarán por voluntad propia y que existe detrás un estímulo evaluativo del otro por aprender. Lo que suele olvidarse es que este nivel de organización no aparece de la noche a la mañana y, con la idea de fomentar la colaboración, el objetivo no debiera ser la realización de una actividad de aprendizaje, sino el desarrollo de una comunidad de conocimiento que persiga objetivos metacognitivos, axiomáticos, y comparta inquietudes que, en principio, los estimulan de modo que colaboren.
Computación en la nube: una forma de colaboración virtual
La computación en la nube (cloud computing) es una tecnología utilizada alrededor del mundo para compartir información como imágenes, documentos y programas. Estos recursos se almacenan en la red y pueden ser visualizados por cualquier usuario y a través de cualquier dispositivo electrónico.
Ventajas de la nube
- No se necesitan inversiones para usar la aplicación
- La información editada se actualiza de manera constante, y en algunos casos, automática.
- Se puede utilizar desde cualquier aparato electrónico con acceso a Internet.
- El sitio mantiene la seguridad de los archivos y la información.

Desventajas de la nube
- Para acceder se necesita del Internet.
- Los servicios dependen de la calidad que puedan ofrecer los proveedores, no el usuario.
- Los servidores pueden sobrecargarse
- La información es vulnerable ya que se encuentran en servidores externos